# Beulah (Michigan)
Beulah è un villaggio degli Stati Uniti d'America, situato nello Stato del Michigan, nella contea di Benzie, della quale è il capoluogo.